# コウモリシダ
コウモリシダ Thelypteris triphylla は、ヒメシダ科のシダ植物。3出複葉の葉には複雑な葉脈がある。

## 特徴
常緑性の草本。根茎は長く横に這い、  径約3mmで、鱗片がある。葉柄は藁色で基部ではより色濃く、また基部近くには鱗片がある。長さ15-40cmで、胞子嚢群をつける葉ではもっと長い例もある。鱗片は線形で、長さは3mmを越え、幅0.4mm、淡褐色で薄い草質、毛が生えている。
葉身は3出複葉で、頂羽片が側羽片よりかなり大きい。葉質は紙質で、表面は暗緑色から濃緑色と暗い色で、無毛だが裏面は多少ともざらつく。葉身の縁は波状の鈍い鋸歯が並ぶ。頂羽片は広披針形、長さ10-25cmで幅2-4cm、先端は突き出して尖るか尾状に伸び出ており、基部はくさび形から丸い形。側羽片は長さ10cmで幅4cmまで、長楕円形だが先端が葉の先方向に少しだけ歪んだ鎌形をなし、先端は尖るか、突き出して尖り、基部は丸くて短い柄がある。葉脈は規則正しい平行四辺形を作り、この縦の辺に沿って胞子嚢群が着く。個々の胞子嚢群は三日月形で、包膜はなく、胞子嚢には鈎形の毛がある。胞子葉と栄養葉の明確な区別はないが、胞子をつける葉の方が背が高く、また葉身がやや狭い傾向はある。
名前は蝙蝠シダであり、群生する葉の様子がコウモリを思わせるからとのこと。

### 葉脈について
この種の葉脈はちょっと特殊な形となっている。羽片の葉脈は、まずは羽状になっている。つまり主脈に対して多数の側脈が斜めに伸びる。この並行して走る側脈の間をつなぐように双方から更に細かい葉脈が出る。これを連結脈という。それらの合点からは更に外向きの脈が出る。これによって葉脈に区切られた区画はほぼ平行四辺形の規則正しい形となる。胞子嚢群が生じるのはこの連結脈に沿ってである。
これをコウモリシダ形葉脈という。後述のようにこの種を含むものを独立属とする考えがあったが、その根拠の1つがこの構造となっている。

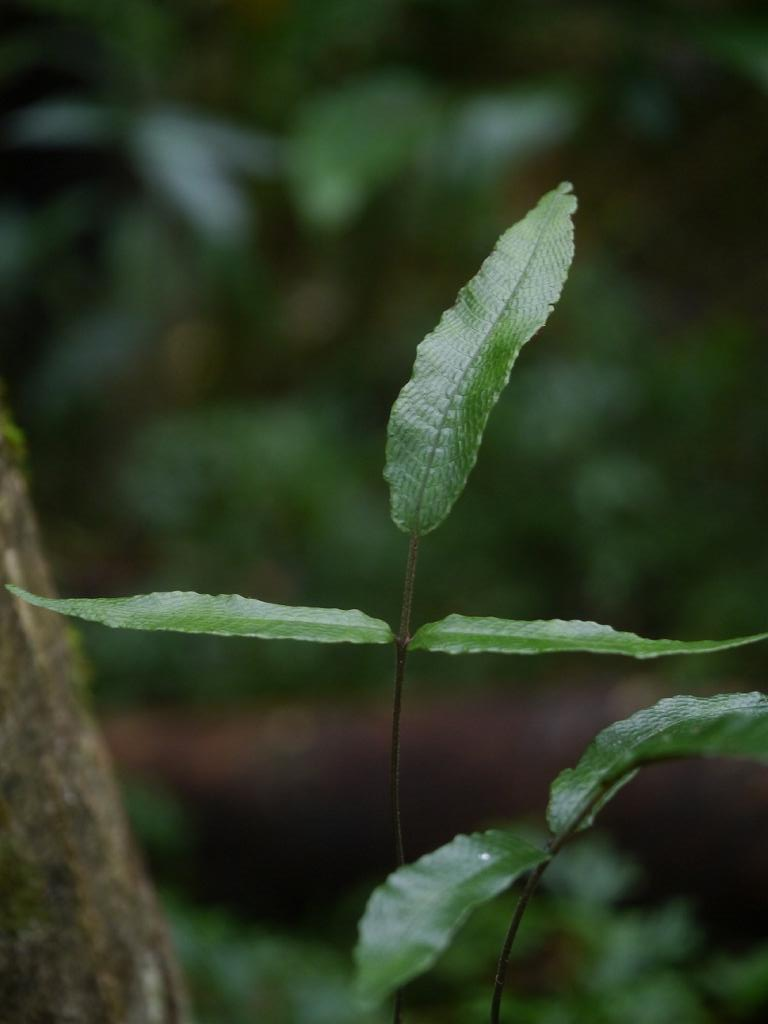
高く伸びた葉の様子
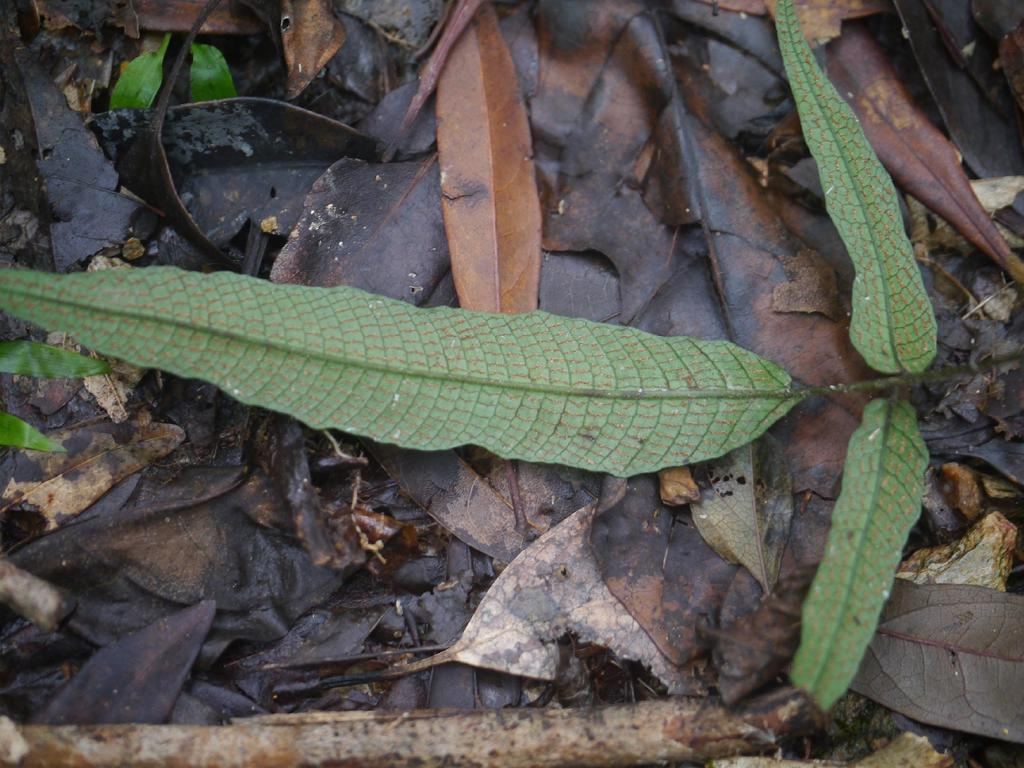
胞子嚢群をつけた葉の裏面
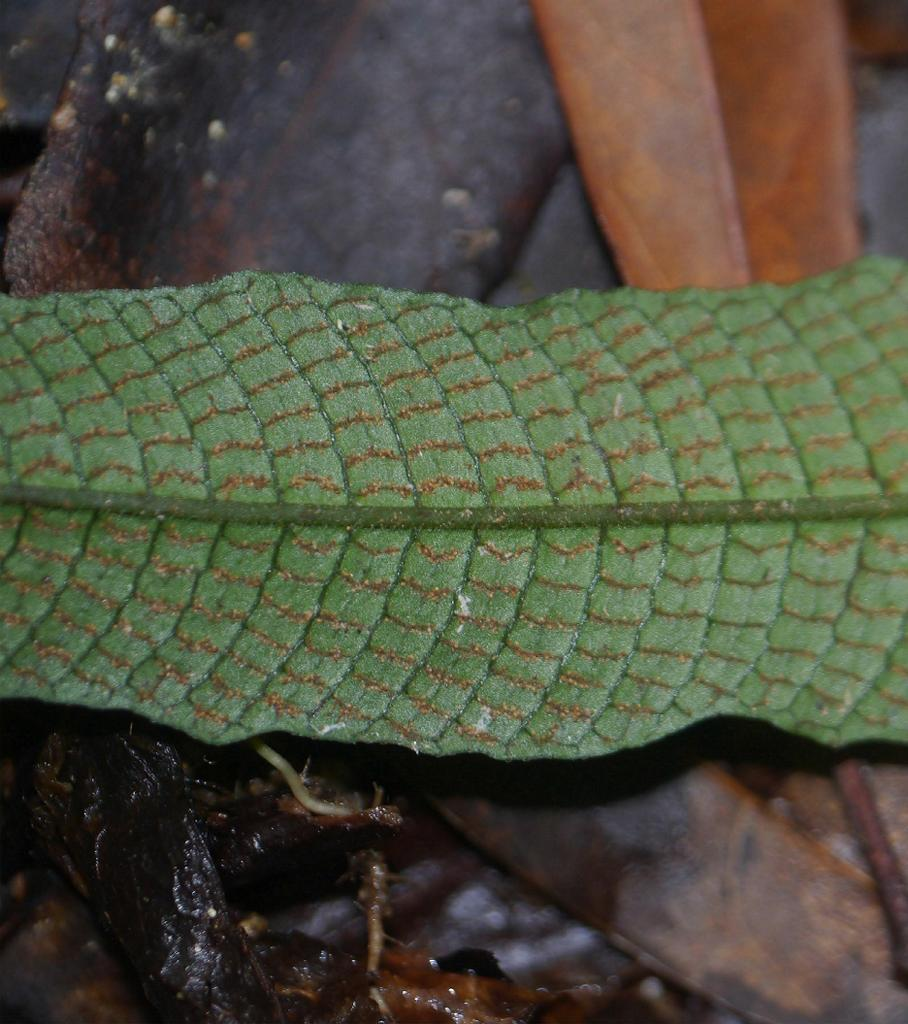
同・拡大

## 分布と生育環境
日本では種子島、屋久島以南の琉球列島に産する。国外ではアジアの熱帯域からオーストラリア、ニュージーランドにまで分布がある。
比較的明るい森林の林床に生える。他方で池原(1979)は森林下のやや湿ったところに生えると記している。根茎が這うので小さな群落を作る。

## 近縁種など
その独特の葉脈などから別属のコウモリシダ属とし、 Abacopteris triphylla とする説もあった。しかしヒメシダ属との間に後述のような交雑種も出来る。
本種は3出複葉、あるいは側羽片が1対だけの羽状複葉と言ってもいいが、その形が基本的なものである。しかし本種にも側羽片が2対から4対出ることがある。逆に側羽片がない単葉に出る例もある。側羽片が多い型については変種としてホソバコウモリシダ var. parishii (bedd.) K.Iwatst. とする説もある。本種と同じような場所に出現し、国外ではヒマラヤ、中国南部、東南アジア、台湾などから報告されている。
ごく近縁なものとしては次の2種がある。
- T. liukiuensis (Christ et Matsum.) K. iwats.　オオコウモリシダ：沖縄本島以南[10]
- T. simplex (Hook.) K. Iwats.　ヒトツバコウモリシダ：トカラ列島以内

前者は側羽片が複数あるもの。ホソバコウモリシダもその点で共通するが、この種では最大の側羽片は中程のもので、その点、最下のそれが最大である本種の変種とは区別出来る。またこの種では葉身の中軸上に無性芽を生じることが多い。
後者は基本的に単葉である。ただし時に基部近くが左右に張り出したり、基部に小さな側羽片を出して3出になる。その場合でも葉の基部が心形になること、葉質や毛のあり方などで区別が付く。
更に以下のような雑種も知られる。
- T. ×insularis (K. Iwats.)　エラブコウモリ：コウモリシダの雑種で、相手はケホシダとされるが不明。他にホシダ、オオコウモリシダとの雑種とされるものが報告されている。